# Virola decorticans
Virola decorticans är en tvåhjärtbladig växtart som beskrevs av Adolpho Ducke. Virola decorticans ingår i släktet Virola och familjen Myristicaceae. Inga underarter finns listade i Catalogue of Life.